# Mariturri (Vitoria)

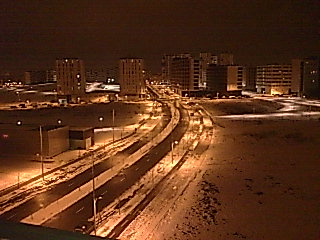
Vista panorámica de Mariturri de noche.

Mariturri es un pequeño núcleo urbano que forma el  sector 6 del barrio vitoriano de Zabalgana en Álava, País Vasco en España. Está situado al oeste de la ciudad  y se caracteriza visualmente por una gran hilera de torres de edificios, que han cambiado el perfil de la ciudad. Está delimitado al norte por el sector de Aldaia y la calle Portal de Zuazo, al Sur por el bosque de Armentia, lugar de recreo de los vitorianos, al oeste por el anillo verde y al este por los sectores de Zabalgana Norte y Zabalgana Sur. Es el sector más cercano a los campos de entrenamiento de Ibaia, donde entrena el Deportivo Alavés S.A.D. Desde Mariturri podemos acceder al Bosque o Parque de Zabalgana.

## Transporte público
Aunque en un futuro está planeado que llegue una línea de tranvía de momento solo llegan los autobuses de TUVISA (Transportes Urbanos de Vitoria). En concreto las siguientes líneas:
- Línea 4 (Diurna) - Lakua-Mariturri[2]
- Línea 6 (Diurna) - Zabalgana-Salburua[3]
- Línea G3 (Nocturna) - Armentia-Zabalgana[4]

## Centros Educativos
- Colegio de Educación Primaria Mariturri, c/ Leza 8 (42°50′15″N 2°42′32″O / 42.8374019, -2.7089458)

## Futuros Equipamientos
- Escuela infantil de Mariturri[5]

## Parque Armentum
Dentro de Mariturri, podemos visitar el parque Armentum. Por lo que ahora es Mariturri pasaba la calzada romana Astorga-Burdeos y ahí los habitantes de la época habitaron, entre los siglos I y V un rincón cercano a Iruña Veleia. Esta zona fue utilizada como posta.

## Actividad Comercial
Lo que más predomina son los bares y cafeterías aunque también podemos encontrar panaderías, autoservicios, carnicerías y una sucursal de Caja Vital Kutxa.

## Asociaciones Vecinales y Clubs Deportivos
De todos los enlaces que se citan solo queda uno de una entidad constituida y en vigor a fecha de 2013, 
Los dos primeros y los dos últimos no existen, y se puede comprobar los enlaces. 
La asociación que queda y la única que hay es Zabalgana batuz.
- Asociación de Vecinos Zabalgana Batuz

## Movilidad sostenible
El ayuntamiento de Vitoria ha diseñado un nuevo bicicarril hacia Mariturri